# Oppenheimer (soundtrack)
Oppenheimer: Original Motion Picture Soundtrack is de originele soundtrack die gecomponeerd is door Ludwig Göransson voor de gelijknamige film uit 2023 van Christopher Nolan. Het album werd uitgebracht op 21 juli 2023, dezelfde dag als de bioscooprelease van de film in de Verenigde Staten.

## Achtergrond
Op 8 oktober 2021 kondigde Universal Pictures de productie op Oppenheimer aan en bevestigde dat componist Ludwig Göransson de film zou componeren. Göransson had eerder samengewerkt met regisseur Christopher Nolan en componeerde Nolans film Tenet uit 2020.
De filmmuziek van Göransson was op 8 mei 2023 te horen in een trailer van de film. Het was ook te horen in de exclusieve vijf minuten durende Opening Look van Universal Pictures op 13 juli 2023.

## Tracklijst
Alle nummers zijn geschreven door Ludwig Göransson, met aanvullend schrijven door Thomas Kotcheff over "Trinity" en "Something More Important". Alle nummers zijn geproduceerd door Göransson.

| Nr. | Titel                      | Duur |
| --- | -------------------------- | ---- |
| 1.  | Fission                    | 4:38 |
| 2.  | Can You Hear the Music     | 1:50 |
| 3.  | A Lowly Shoe Salesman      | 3:34 |
| 4.  | Quantum Mechanics          | 3:00 |
| 5.  | Gravity Swallows Light     | 3:30 |
| 6.  | Meeting Kitty              | 5:47 |
| 7.  | Groves                     | 3:03 |
| 8.  | Manhattan Project          | 3:01 |
| 9.  | American Prometheus        | 2:37 |
| 10. | Atmospheric Ignition       | 3:28 |
| 11. | Los Alamos                 | 2:38 |
| 12. | Fusion                     | 3:55 |
| 13. | Colonel Pash               | 4:57 |
| 14. | Theorists                  | 3:14 |
| 15. | Ground Zero                | 4:21 |
| 16. | Trinity                    | 7:52 |
| 17. | What We Have Done          | 5:45 |
| 18. | Power Stays in the Shadows | 4:10 |
| 19. | The Trial                  | 5:32 |
| 20. | Dr. Hill                   | 4:23 |
| 21. | Kitty Comes to Testify     | 4:52 |
| 22. | Something More Important   | 3:25 |
| 23. | Destroyer of Worlds        | 2:54 |
| 24. | Oppenheimer                | 2:16 |

## Hitnoteringen

### NPO Klassiek Filmmuziek Top 200
| Oppenheimer in de NPO Klassiek Filmmuziek Top 200 | Oppenheimer in de NPO Klassiek Filmmuziek Top 200 | Oppenheimer in de NPO Klassiek Filmmuziek Top 200 |
| Jaar                                              | 2024                                              | 2025                                              |
| ------------------------------------------------- | ------------------------------------------------- | ------------------------------------------------- |
| Positie                                           | 76                                                | 70                                                |